# Josef Schwaiger (Skirennläufer)
Josef „Peppi“ Schwaiger (* 11. September 1930 in Garmisch; † 22. April 2014 in Garmisch-Partenkirchen) war ein deutscher Skirennläufer.

## Karriere
Schwaiger nahm zweimal an Olympischen Winterspielen, die damals zugleich als Weltmeisterschaft zählten, teil. Er belegte bei den Olympischen Winterspielen 1952 in Oslo den 38. Rang in der Abfahrt und als bester Deutscher den 17. Platz im Riesenslalom. Im Slalom konnte er sich mit Rang 53 im ersten Lauf jedoch nicht für den Finaldurchgang qualifizieren, an dem nur die besten 32 des ersten Laufes teilnehmen durften. Bei den Olympischen Winterspielen 1956 in Cortina d’Ampezzo erzielte er den 20. Platz in der Abfahrt und Rang 26 im Riesenslalom. Im Jahre 1955 wurde er Deutscher Meister in der Alpinen Kombination.
Nach seiner Sportler-Laufbahn folgte eine Kaufmanns-Karriere. Er gründete das Unternehmen „PS-Sport“ Peppi Schwaiger Internationale Sportartikelvertretungen GmbH, welches Sportartikel herstellt. Sitz der Firma ist Garmisch-Partenkirchen.